# Ingeborg Rauchberger
Ingeborg Rauchberger, Pseudonyme Sophia Scheer, Sophia Farago, Sophia Rauchberg und Sophie Berg (* 22. März 1957 in Linz) ist eine österreichische Juristin, Managerin, Trainerin, Kabarettistin, Schriftstellerin und Krimiautorin. 

## Leben
Ingeborg Rauchberger maturierte an der Körnerschule Linz und studierte Jura in Wien und Linz, Promotion 1981. Bis 2005 war sie Prokuristin eines internationalen Konzerns in Linz, seit 2005 ist sie als selbständige Trainerin, Vortragende, Unternehmensberaterin, Verhandlungstrainerin und Coach tätig. 2003 bis 2009 trat sie mit drei Kabarettprogrammen auf.
Als Autorin ist sie unter verschiedenen Pseudonymen mit Fachbüchern, Romanen und Krimis sehr erfolgreich. Bekannt wurde sie insbesondere mit dem zum 200-Jahr-Jubiläum des Urfahraner Marktes 2017 erschienenen Linz-Krimi Der Tote am Urfahraner Markt.
Rauchberger lebt in Linz. Sie ist Mitglied der DeLiA – Vereinigung deutschsprachiger Liebesroman-Autoren und -Autorinnen und des Autorenkreises Linz.

## Werke (Auswahl)
- Sophia Farago, "Die Braut des Herzogs" (Regency-Roman), Fischer, 1993
- Sophia Farago, "Maskerade in Rampstade" (Regency-Roman), Fischer, 1994
- Sophia Farago, "Hochzeit in St. George" (Regency-Roman), Fischer, 1996
- Sophia Farago, "Schneegestöber" (Regency-Roman), Fischer, 1997
- Sophie Berg, "Vom Internet ins Ehebett", (Liebesroman), AREA/Ullstein, 2005
- Sophie Berg, "Liebe im Gepäck", (Liebesroman), AREA/Ullstein, 2007
- Dr. Ingeborg Rauchberger, "Schlagfertig war gestern!" (Sachbuch), BörsenMedien Verlag, 2012
- Sophia Farago, "Das Geheimnis von Digmore Park" (Regency), Dryas, 2013
- Sophia Scheer, "Alles Tote kommt von oben", (Krimi), emons Verlag, 2013, ISBN 978-3-95451-188-4
- Sophia Rauchberg, "Ausgehoppelt", (zeitgenössisch), Knaur, 2014
- Sophia Scheer, "Bis die Fetzenfliegen", (Krimi), emons Verlag, 2015, ISBN 978-3-95451-578-3
- Sophia Scheer, "Der Tote am Urfahraner Markt." (Krimi), emons Verlag, 2017, ISBN 978-3-7408-0076-5
- Sophia Farago, Die skandalöse Verwechslung. Regency Heroes 1. Edel Verlag, Hamburg 2021, ISBN 978-3-96215-418-9.
- Sophia Farago, Ein Bild von einem Mann. Regency Heroes 2. Edel Verlag, Hamburg 2021, ISBN 978-3-96215-419-6.
- Sophia Farago, Ein Duell mit Folgen. Regency Heroes 3. Edel Verlag, Hamburg 2022, ISBN 978-3-96215-430-1.
- Sophia Farago, Die listenreiche Entführung. Regency Heroes 4. Edel Verlag, Hamburg 2023, ISBN 978-3-96215-489-9.